# Boksburg
Boksburg is een stad in Zuid-Afrika. De stad ligt aan de oostelijke kant van de provincie Gauteng in het noordoosten van Zuid-Afrika en telt 260.000 inwoners. Boksburg maakt bestuurlijk deel uit van de grootstedelijke gemeente Oost-Rand, die het grootste deel van de oostrand omvat. De stad is vernoemd naar de Nederlandse staatssecretaris Willem Eduard Bok.

## Subplaatsen
Het nationaal instituut voor de statistiek, Stats SA, deelt sinds de census 2011 deze hoofdplaats in in 63 zogenaamde subplaatsen (sub place), waarvan de grootste zijn:
Angelo • Beyers Park • Boksburg North • Dawn Park • Mapleton Ext 10 • Parkrand SP • Reiger Park • Ulana • Van Dyk Park • Villa Farm • Villa Liza • Windmill Park • Witfield.

## Historie
De stad is vernoemd naar Eduard Bok die staatssecretaris was van de Republiek Zuid-Afrika. Boksburg werd in 1887 gesticht als het bestuurlijk centrum van de provincie Oost-Witwatersrand. In datzelfde jaar werd het nog steeds bestaande Angelo Hotel daar gebouwd, dat gebruikt werd als doorgangshotel voor reizigers per postkoets. Paul Kruger had een boerderij in Boksburg en hij noemde deze Geduld.
In 1888 werd er een grote dam gebouwd door de mijncommissaris Montague White die de rand vormt van het Boksburg meer, dat ontstond na een overstroming in 1889. Het meer is omgeven door grasvelden, bomen en terrassen. De bijnaam van het meer is White's Folly omdat lang gedacht werd dat het overstromingsgevaar nihil zou zijn.

## Verbindingen
De Main Reef Road verbindt Boksburg met alle grote mijnsteden aan de Witwatersrand. In 1890 werd er een treinverbinding aangelegd naar Johannesburg.

## Activiteiten
Gauteng is een belangrijk kolenmijnbouwcentrum en ook zijn er goudmijnen in de directe nabijheid. Er is een goed ontwikkelde industrie waar onder meer spoorwegmaterieel en -apparatuur vervaardigd wordt, kleiproductenverwerking, voedselverwerkende industrie en de vervaardiging van geraffineerde half- en eindfabrikaten van aardolie plaatsvindt.

## Trivia
- Chris Hani werd in 1993 net buiten zijn huis in Dawn Park in Boksburg vermoord en ligt in de stad begraven.
- James Phillips schreef een lied geheten "Boksburg Bomber".

## Geboren in Boksburg
- Gerrie Coetzee (1955), voormalig WBA zwaargewicht wereldkampioen boksen
- Marilyn Agliotti (1979), hockeyspeelster
- Bernard Parker (1986), voetballer

## Galerij

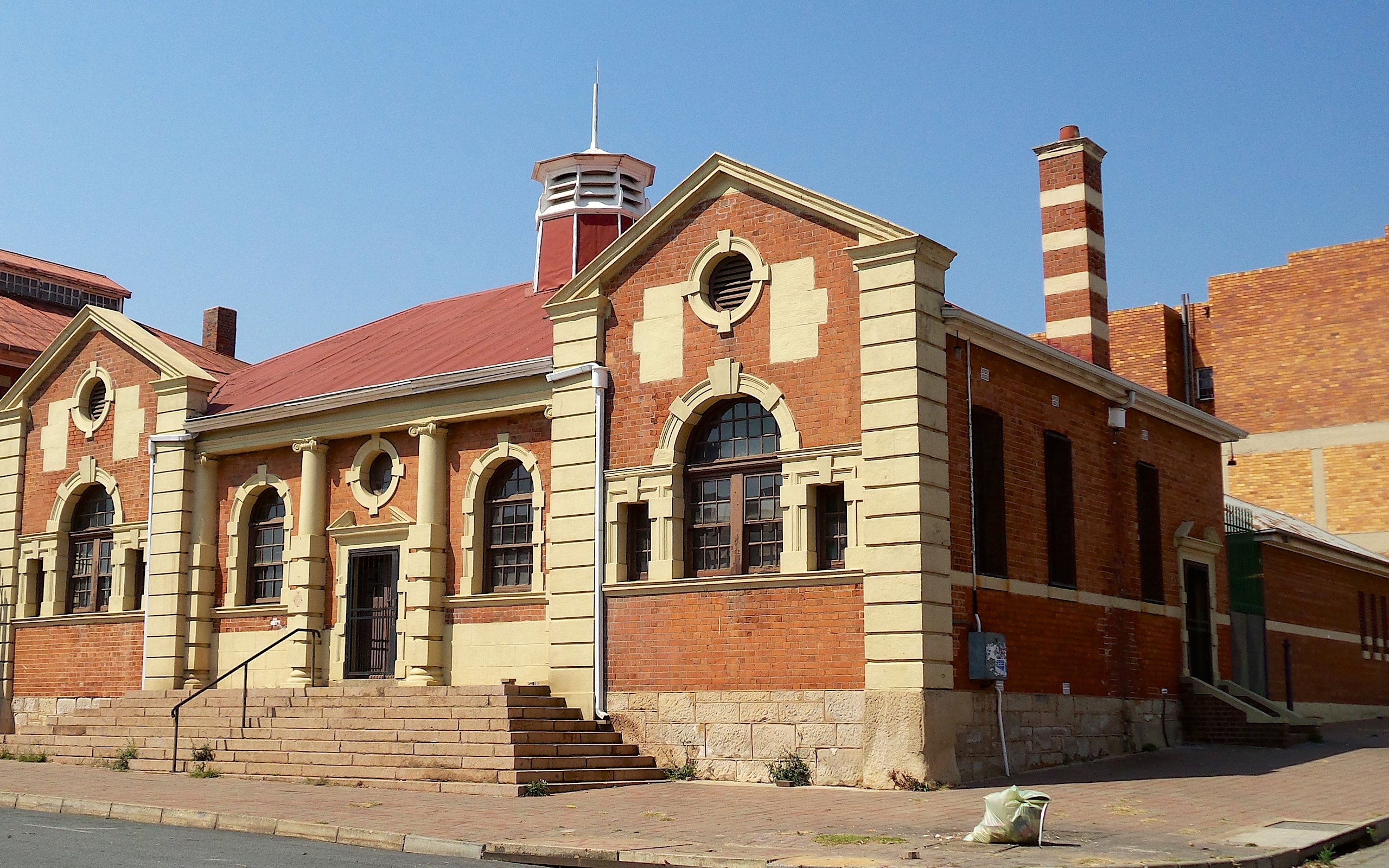
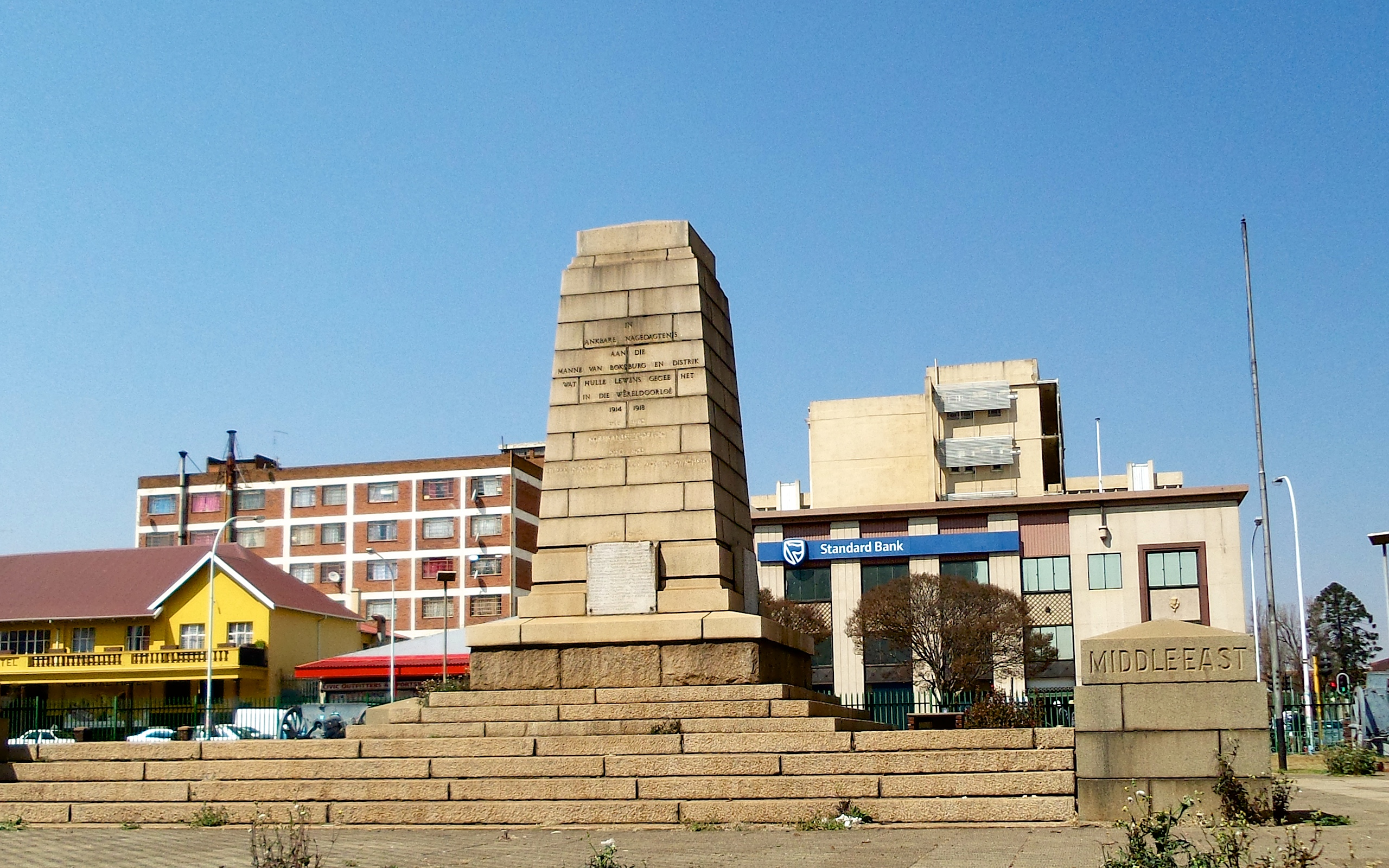
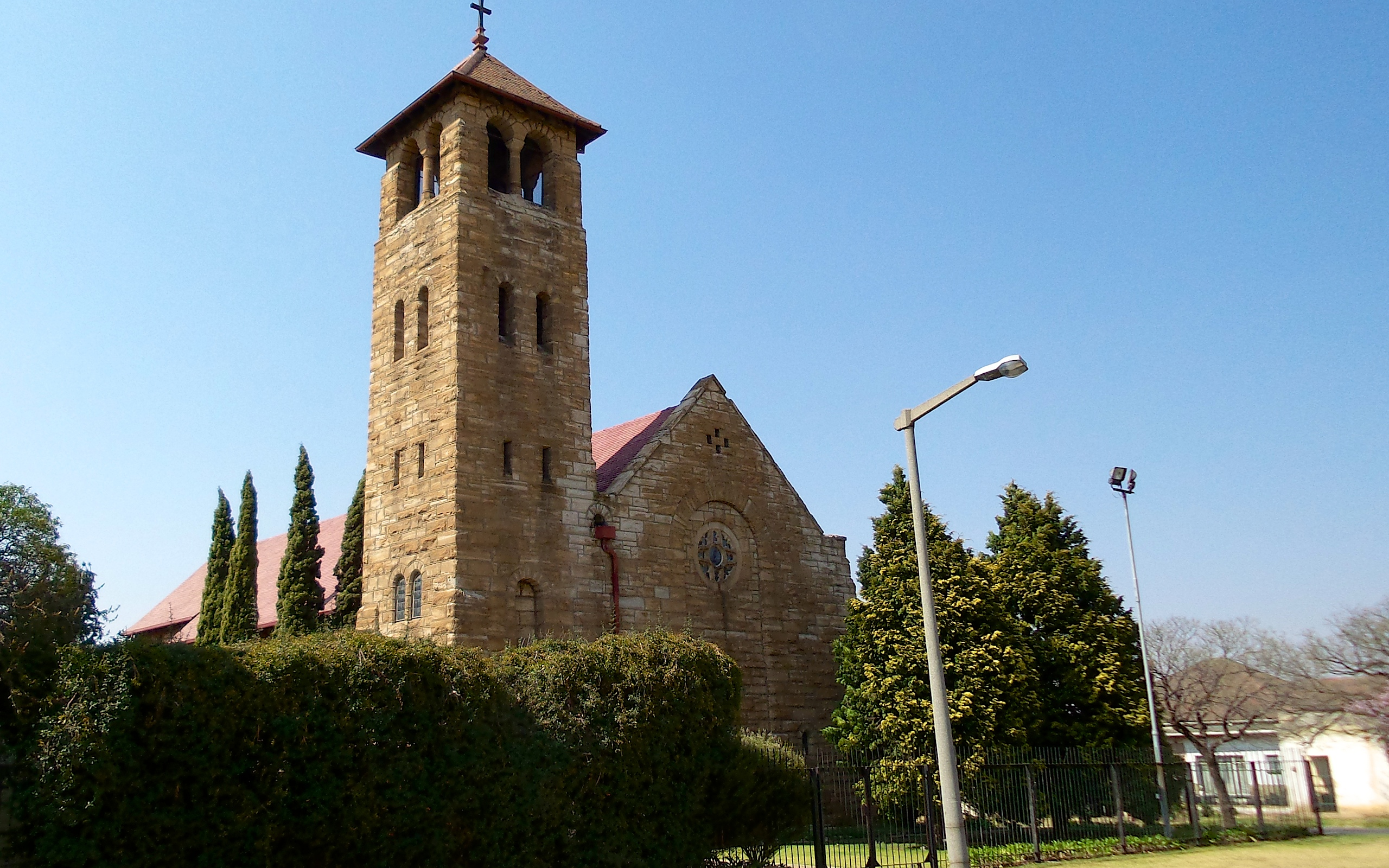
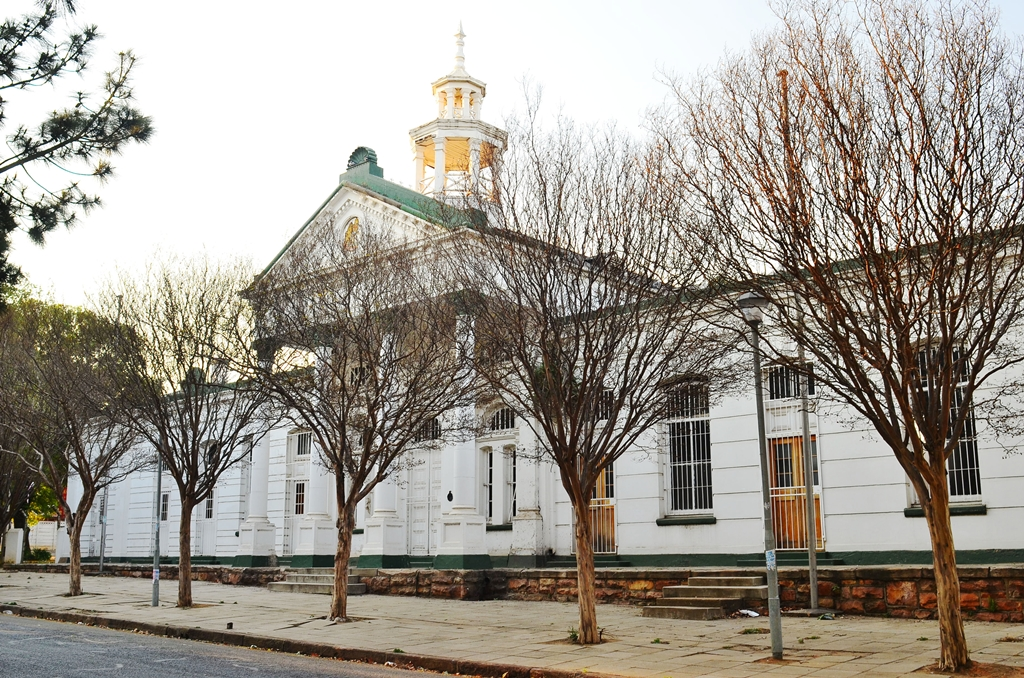